# 5. Armee (Japanisches Kaiserreich)
Die 5. Armee (jap. 第5軍, Dai-go-gun) war ein Großverband des Kaiserlich Japanischen Heeres. Sie wurde zwischen 1905 und 1945 dreimal aufgestellt und demobilisiert. Ihr Tsūshōgō-Code (militärischer Tarnname) war Burg (城, Shiro).

## Geschichte

### 1905 bis 1906
Die 5. Armee wurde am 15. Januar 1905 unter dem Kommando von General Kawamura Kageaki aufgestellt. Sie wurde erst kurz vor Ende des Russisch-Japanischen Krieges aufgestellt und nahm an der Schlacht von Mukden teil. Sie bestand lediglich aus der 11. Division und einigen Reserveeinheiten und war damit kleiner als gewöhnliche japanische Armeen, die meist etwa Korpsgröße hatten. In einem großangelegten Umfassungsmanöver auf der japanischen rechten Flanke drang die 5. Armee bei der Schlacht um Mukden zirka 50 km hinter die russischen Linien vor, wodurch die russischen Einheiten zu einem Rückzug gezwungen wurden.
Nach Ende der Kampfhandlungen wurde die 5. Armee im Januar 1906 demobilisiert.

### 1937 bis 1945
Am 7. Dezember 1937 wurde die 5. Armee im Zuge des Zweiten Japanisch-Chinesischen Krieges im japanischen Marionettenstaat Mandschukuo neu aufgestellt. Ähnlich wie die 3. und 4. war die 5. Armee an der mandschurisch-sowjetischen Grenze stationiert, um Stärke gegenüber der Sowjetunion zu zeigen, nachdem es bereits mehrfach zu Grenzzwischenfällen gekommen war. Zwischen Februar und Mai 1938 wurde die 5. Armee kurzfristig aufgelöst, kam aber am 19. Mai 1938 unter den direkten Befehl des japanischen Generalstabs. Danach wurde sie der 1. Regionalarmee zugeteilt, die Bestandteil der Kwantung-Armee war. Im Verlauf des Krieges verlagerte sich der Schwerpunkt der Kämpfe, was zum Abzug von Material und Truppen aus Mandschukuo führte, wodurch die Armee geschwächt zurückblieb. 
Gegen Ende des Pazifikkriegs griff am 8. August 1945 die kampferprobte Rote Armee in der Operation Auguststurm Mandschukuo und das japanische Kaiserreich an. Die quantitativ und qualitativ schlecht ausgerüstete 5. Armee konnte keinen nachhaltigen Widerstand leisten. Große Teile der Armee wurden überrannt, einige konnten sich bis an die chinesisch-koreanische Grenze zurückziehen. Die 5. Armee wurde in Jixi im September 1945 offiziell aufgelöst.

## Oberbefehlshaber
|    | Name                              | Von                | Bis                |
| -- | --------------------------------- | ------------------ | ------------------ |
| 1. | General Kawamura Kageaki          | 15. Januar 1905    | Januar 1906        |
|    | demobilisiert                     | Januar 1906        | 8. Dezember 1937   |
| 2. | General Furushō Motoo             | 8. Dezember 1937   | 26. Februar 1938   |
|    | demobilisiert                     | 26. Februar 1938   | 19. Mai 1938       |
| 3. | General Doihara Kenji             | 19. Mai 1938       | 28. September 1940 |
| 4. | Generalleutnant Hada Jūichi       | 28. September 1940 | 15. Oktober 1941   |
| 5. | Generalleutnant Iimura Jō         | 15. Oktober 1941   | 29. Oktober 1943   |
| 6. | Generalleutnant Uemura Toshimichi | 29. Oktober 1943   | 27. Juni 1944      |
| 7. | Generalleutnant Shimizu Noritsune | 27. Juni 1944      | September 1945     |